# 1996-os Amstel Gold Race
Az 1996-os Amstel Gold Race volt a 31. holland kerékpárverseny. Április 27-én került megrendezésre, össztávja 253 kilométer volt. Végső győztes az olasz Stefano Zanini lett.

## Végeredmény
|    | Versenyző             | Idő           |
| -- | --------------------- | ------------- |
| 1  | Stefano Zanini        | 5 óra 55' 36" |
| 2  | Mauro Bettin          | + 22"         |
| 3  | Johan Museeuw         | + 22"         |
| 4  | Alexandre Gontchenkov | + 22"         |
| 5  | Fabio Fontanelli      | + 22"         |
| 6  | Andrei Tchmil         | + 22"         |
| 7  | Emmanuel Magnien      | + 22"         |
| 8  | Gianluca Bortolami    | + 22"         |
| 9  | Jens Heppner          | + 22"         |
| 10 | Beat Zberg            | + 22"         |